# Paskov
Paskov település Csehországban, a Frýdek-místeki járásban. Paskov Frýdek-Místek, Ostrava, Staříč, Žabeň, Řepiště, Brušperk és Krmelín településekkel határos. Lakosainak száma 3913 fő (2024. január 1.).

## Népesség
A település lakosságának változását az alábbi diagram mutatja:
| Lakosok száma | 1584 | 1891 | 2359 | 2509 | 3150 | 3718 | 3950 | 3890 | 3830 | 3913 |
|               | 1869 | 1890 | 1921 | 1950 | 1980 | 2001 | 2017 | 2019 | 2022 | 2024 |